# Carrer de València
El Carrer de València és un carrer de l'Eixample de Barcelona. Travessa el pla de Barcelona de sud-oest a nord-est i discorre pels districtes barcelonins de Sants-Montjuïc, l'Eixample i Sant Martí. Recorda la ciutat de València, conquerida en 1238 per Jaume I.
Apareix com a Carrer K al Pla Cerdà. La seva denominació actual apareix a la proposta de rotulació dels carrers de l'Eixample que va fer Víctor Balaguer i Cirera, i aprovat el 1r de gener de 1900.
Limita al nord amb el Carrer de Mallorca i al sud amb el Carrer d'Aragó, i uneix l'Avinguda Diagonal amb l'Avinguda Meridiana.